# Delta IV Heavy
Delta IV Heavy — ракета-носій важкого класу, що виготовляє американська компанія ULA. Є найпотужнішим варіантом ракети Дельта IV та, на 2014 рік, була найпотужнішою ракетою, яка знаходилася в експлуатації у світі. Її перший запуск відбувся у 2004 року.